# 山西艺术学院
山西艺术学院是一所已不存在的中国高等院校。校址位于山西省太原市并州东街。

## 历史沿革
1951年，山西省政府决定设立山西省艺术学校。当年11月5日，山西省艺术学校正式成立，力群为院长，山西省政府文教厅文艺处处长洛林兼任副校长。
1953年，唐仁钧出任山西省艺术学校校长。
1955年7月，山西省艺术学校更名为山西省文化艺术干部学校。
1958年在原山西省文化艺术干部学校的基础上，扩建成立山西艺术学院。任命夏洪飞为副院长，负责建院。设立音乐、美术等系。
1959年初，获得老军营村土地用于建设新校区。同年，巨玉秀出任本校党委书记。
1960年9月，增设戏剧系，系主任为洛林。另外增设舞蹈科。
1962年7月，因山西省经济困难，并入山西大学，成为山西大学艺术系。小部分师生转入山西省戏曲学校。另有小部分师生留在并州东街原校址，并于1963年1月10日重新组建山西省艺术学校（现为山西艺术职业学院）。

## 学校教师
据文献记载，以下教师曾在山西艺术学院任教。
美术系：赵延绪、吴彻、肖惠祥、王绍尊、蒋采萍、张世祥。
戏剧系：杨克明、郭今之、王占芳、石绍勋、舒原、李元素、夏宗禹、张幼房。